# Невена Ђорђевић
Невена Ђорђевић (Ковин, 1993) српска je певачица, кантауторка и педагог.

## Биографија
Финалиста је прве сезоне музичког такмичења Први глас Србије. Након такмичења снимила је синг под називом Тражим те по сећању.
Била је стипендиста престижног Беркли универзитета у Бостону, где је и дипломирала.
Објавила је неколико синглова на српском и енглеском језику: Bad Sun Rising Too Late, You Two, За грам твоје среће, Води ме... Недавно је објавила албум "Невена" са поп-рок песмама и сингл Лена, на енглеском језику.
Живи на релацији Београд - Бостон.

## Дискографија

### Синглови
- Тражим те по сећању, 2013
- За грам твоје среће, 2018
- Води ме, 2021
- Take Me Back, 2021

### Албуми
- Невена, 2022
- Лена, 2023[4]